# 威爾特郡旗
英國英格蘭威爾特郡旗有三種提議圖案。不過在2009年12月1日，在經過討論之後，「鴇旗」在威爾特郡議會上通過被選為威爾特郡的旗幟。除了鴇旗之外，威爾特郡議會的旗幟和白馬旗也是提議圖案。

威爾特郡議會旗